# Jan Piątek (działacz społeczny)

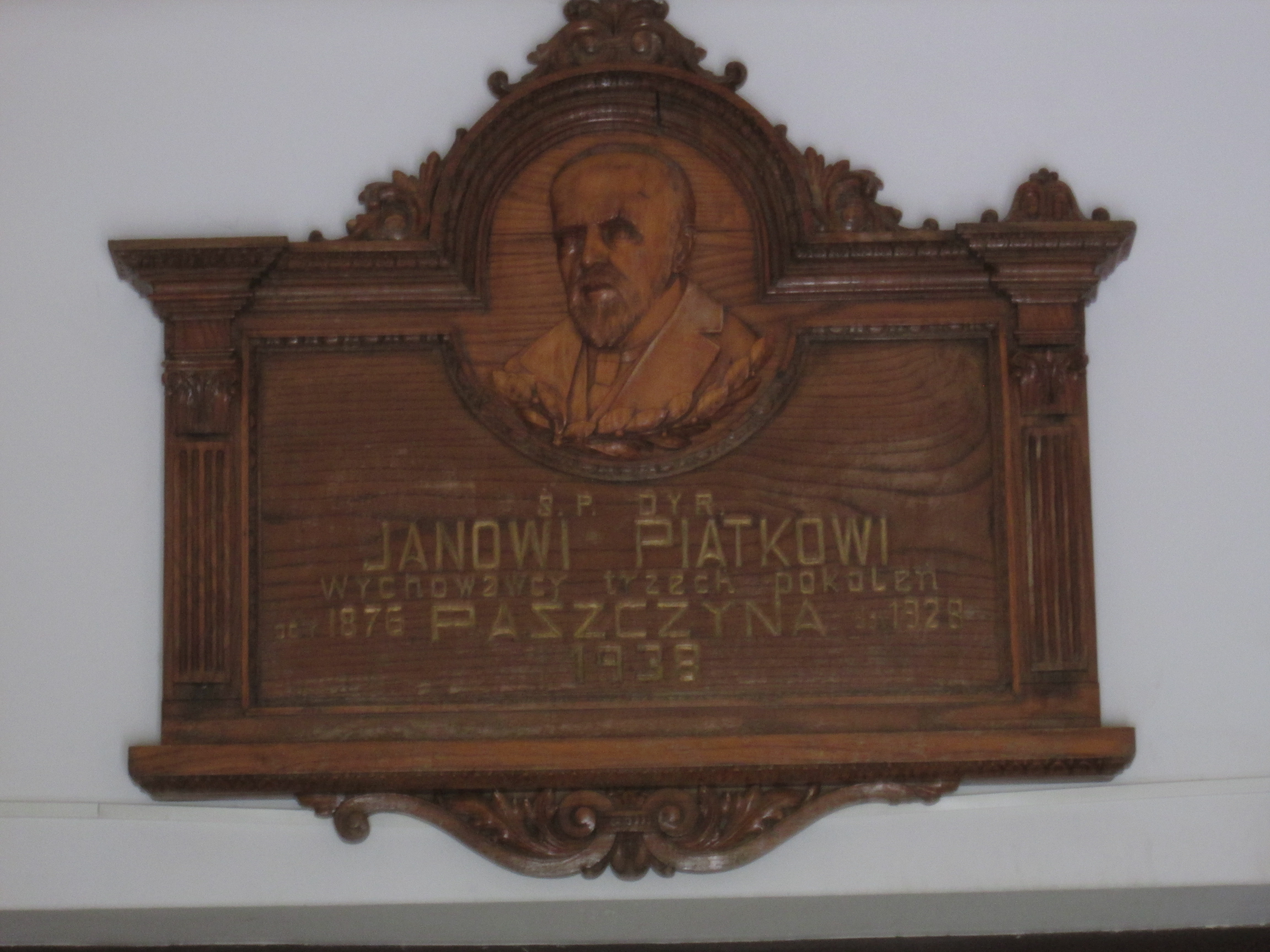
Epitafium Jana Piątka w Zespole Szkół w Paszczynie

Jan Piątek (zm. 1931) – polski nauczyciel i działacz społeczny. Długoletni dyrektor szkoły w Paszczynie.
Ukończył Seminarium Nauczycielskie w Rzeszowie. W 1876 roku decyzją Rady Szkolnej Okręgowej w Rzeszowie został mianowany kierownikiem szkoły w Paszczynie.
Tę funkcję sprawował do 1928 roku. Był nazywany "wychowawcą trzech pokoleń". Zdobył duży szacunek wśród mieszkańców wsi nie tylko jako pedagog, ale i z racji swojej pozaszkolnej działalności społecznej.  
Jako patriota i zwolennik pracy organicznej był organizatorem rocznic historycznych na terenie gminy. Oprócz tego był współzałożycielem straży pożarnej, kółka rolniczego, czytelni ludowej i sklepiku chrześcijańskiego w Paszczynie oraz Kasy Stefczyka w Brzeźnicy.
Jan Piątek edukował też mieszkańców wsi w zakresie sadownictwa oraz pszczelarstwa.
W 1926 roku, w pięćdziesięciolecie swojej pracy nauczycielskiej, Jan Piątek został odznaczony przez polski rząd Srebrnym Krzyżem Zasługi, za osiągnięcia w szerzeniu oświaty.
Zmarł w 1931 roku. Pochowany został na cmentarzu parafialnym w Lubzinie. Jest patronem szkoły w Paszczynie.